# Toscolano-Maderno
Toscolano-Maderno est une commune italienne d'environ 7 480 habitants (2021), située dans la province de Brescia dans la région Lombardie, dans le Nord de l'Italie.

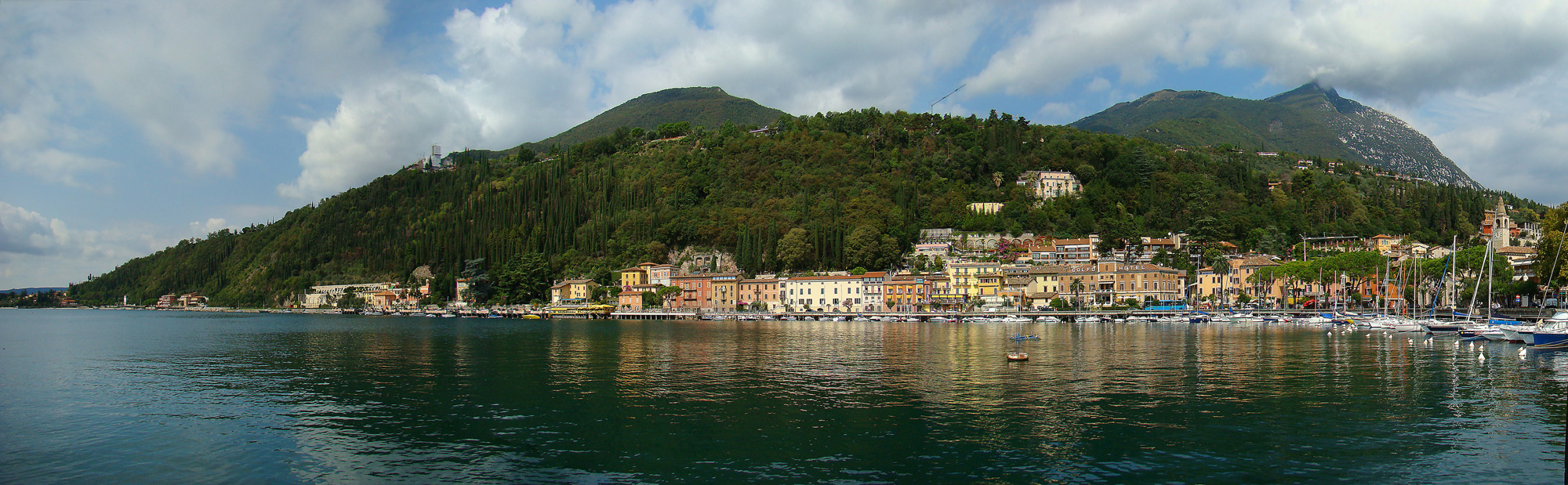

## Culture
Le peintre baroque vénitien, Andrea Celesti, qui avait un atelier à Brescia, commença à peindre une série de toiles religieuses pour la cathédrale Saints-Pierre-et-Paul à partir de 1688. Il y revient en 1700, pour peindre un Massacre des Innocents dans l'espace situé derrière la façade, puis à nouveau en 1708, afin de peindre le chœur, les Évangélistes dans les lunettes et une Exaltation de l'Eucharistie. Il y mourra en 1712.

## Administration
| Période                                  | Période | Identité           | Étiquette | Qualité |
| ---------------------------------------- | ------- | ------------------ | --------- | ------- |
| 2008                                     | 2013    | Roberto Righettini | PdL       | -       |
| Les données manquantes sont à compléter. |         |                    |           |         |

### Hameaux
Gaino, Cecina, Vigole, Sanico, Bornico, Roina, Maclino

### Communes limitrophes
Gardone Riviera, Gargnano, Torri del Benaco, Vobarno

## Personnalités nées à Toscolano-Maderno
- Ugo Locatelli (Toscolano-Maderno, 5 février 1916 – Turin, 28 mai 1993), footballeur italien, champion olympique (1936) et mondial (1938).
- Osvaldo Cavandoli (Toscolano-Maderno, 1er janvier 1920 - Milan, 3 mars 2007), auteur de bandes dessinées et de dessins animés (La Linea).